# Genkan

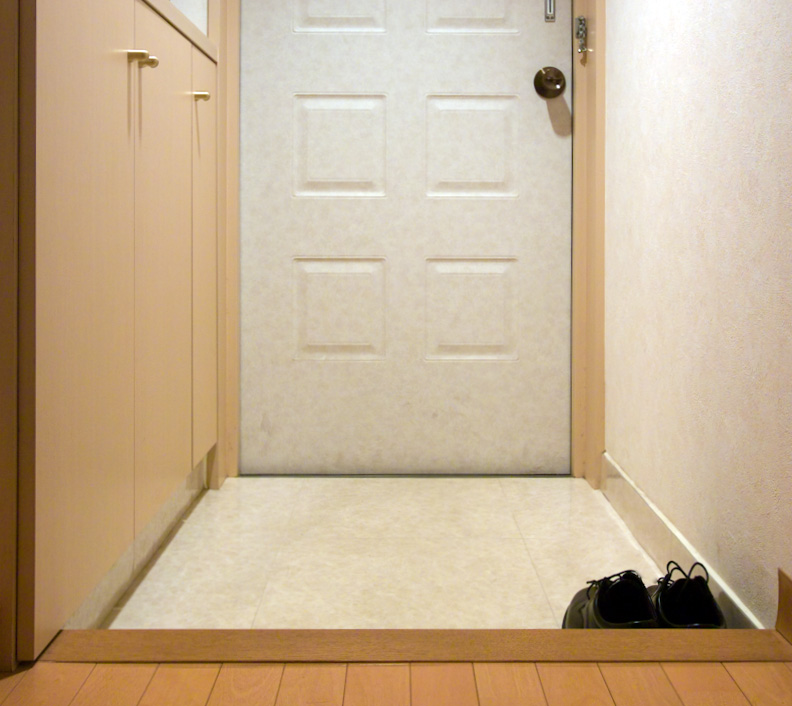
Genkan di una moderna abitazione giapponese visto dall'interno

Genkan (玄関?) è la tradizionale anticamera d'ingresso che separa l'ambiente esterno da quello interno nelle abitazioni e in alcune strutture pubbliche in Giappone. La sua funzione principale è quella di permettere a chi entra di togliere e riporre le scarpe prima di accedere alla parte vera e propria dell'abitazione.

## Storia ed etimologia

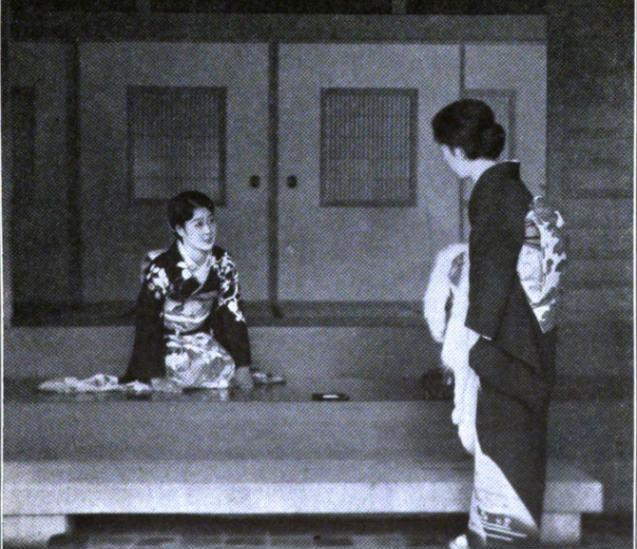
Genkan tradizionale nei primi anni del XX secolo

L'usanza giapponese di togliere le scarpe prima di entrare in casa si crede risalga almeno all'età preistorica, quando le abitazioni costruite a diversi metri d'altezza rispetto al terreno erano la norma. Tale consuetudine fu perpetuata fino ai tempi moderni, anche dopo l'occidentalizzazione delle abitazioni che ebbe inizio nel periodo Meiji (1868-1912). Durante il periodo Heian (794-1192) erano soprattutto le classi più abbienti a ricorrere a tale accorgimento, spinte dall'esigenza di mantenere un certo livello di igiene all'interno delle zone abitabili: a causa del clima umido e delle frequenti piogge infatti le abitazioni si sarebbero rapidamente sporcate se le persone avessero continuato a indossare scarpe o sandali coperti di fango anche negli ambienti interni. Un'altra ragione è rintracciabile nell'usanza dei giapponesi dell'epoca di dormire distesi sul pavimento su stuoie di paglia, da cui la necessità di mantenere il giaciglio il più pulito possibile.
Intorno al XVII secolo tra i samurai prese piede la pratica di edificare dei vestiboli in legno simili a porticati all'ingresso delle abitazioni, caratterizzati da solide pareti laterali, pavimenti lastricati e un piccolo gradino (式台?, shikidai) che fungeva da separazione tra ambiente esterno e interno. Di lì a poco anche i ricchi mercanti seguirono l'esempio e tale pratica si diffuse ben presto tra la gente comune. Questi vestiboli venivano chiamati genkan, ossia "passaggio per la profonda conoscenza", termine originariamente utilizzato per indicare l'ingresso di un tempio Zen, il cui attraversamento implicava per gli apprendisti monaci l'inizio del cammino verso l'illuminazione.
In epoca contemporanea il genkan è presente nelle maggior parte delle abitazioni, dalle case tradizionali agli appartamenti più moderni.

## Caratteristiche e norme di comportamento
La funzione principale del genkan è quella di permettere a chi entra di togliere le scarpe prima di accedere alla parte vera e propria dell'abitazione. Rispetto a quest'ultima la sua pavimentazione è ribassata ed è rivestita di materiali come pietra o cemento, mentre in passato si utilizzava la terra battuta.
Una volta tolte, le scarpe si lasciano rivolte verso l'uscita alla base del gradino che separa il genkan dal resto della casa. In alternativa possono essere riposte in un apposito stipo chiamato getabako. Onde evitare di trascinare lo sporco in casa occorre evitare di camminare nel genkan a piedi nudi o indossando i calzini. Una volta dentro, è prassi indossare delle ciabatte o delle scarpe per gli interni dette uwabaki.
Oltre a separare l'ambiente esterno da quello interno il genkan riveste anche un importante ruolo sociale nell'economia della casa, essendo lo spazio adibito all'accoglienza degli ospiti. Per questo è spesso arredato con fiori o altri ornamenti, ed è credenza diffusa che si possa capire molto su una famiglia solo dal suo aspetto.